# Broken Trail - Un viaggio pericoloso
Broken Trail - Un viaggio pericoloso (Broken Trail) è una miniserie televisiva diretta da Walter Hill con protagonisti Robert Duvall e Thomas Haden Church.
In Italia è stata presentata il 12 novembre 2006 al Torino film festival.

## Trama
1897. Due cowboy ereditano una grossa somma di denaro e desiderano comprare una mandria di cavalli da portare in Wyoming. Durante il viaggio si aggiungono alla comitiva altri personaggi, tra cui anche cinque donne cinesi che sono state vendute come schiave. I due le salvano e le ragazze si aggiungono al viaggio che li porterà in Wyoming.